# キジカッコウ
キジカッコウ(Urodynamis taitensis)は、カッコウ目カッコウ科キジカッコウ属に分類される鳥類。
繁殖はニュージーランドで行い、冬季には太平洋南西部の島々へと渡る。
マオリ語では“koekoeā”と呼ばれる。シロモフアムシクイ Mohoua albicilla、キイロモフアムシクイ Mohoua ochrocephala、ニュージーランドムシクイ Mohoua novaeseelandiaeなどの巣に托卵を行う。卵は宿主の卵より早く孵化し、宿主の卵を巣から排除する。本種の雛は宿主の雛の鳴き声を模倣することが可能である。

## 分布
ニュージーランドで繁殖し、冬季になるとマレーシア・ミクロネシア・ポリネシアなどの太平洋南西部の島々へ渡る。
日本では2008年に銚子市で迷行したと思われる幼鳥の発見例がある。

## 分類
以前はオニカッコウ属(Eudynamys)に分類されていた。